# Австралийская академия наук

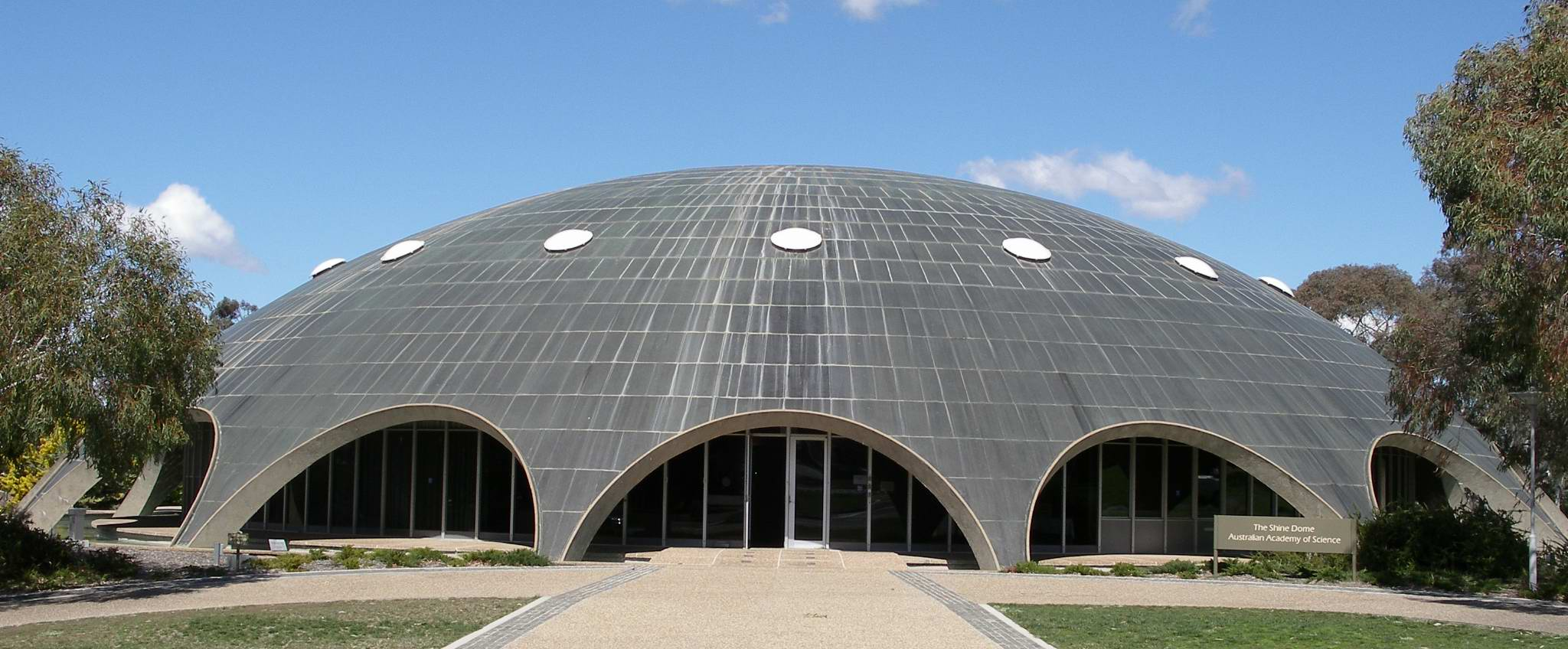
The Shine Dome (Купол Шайна) — резиденция Академии

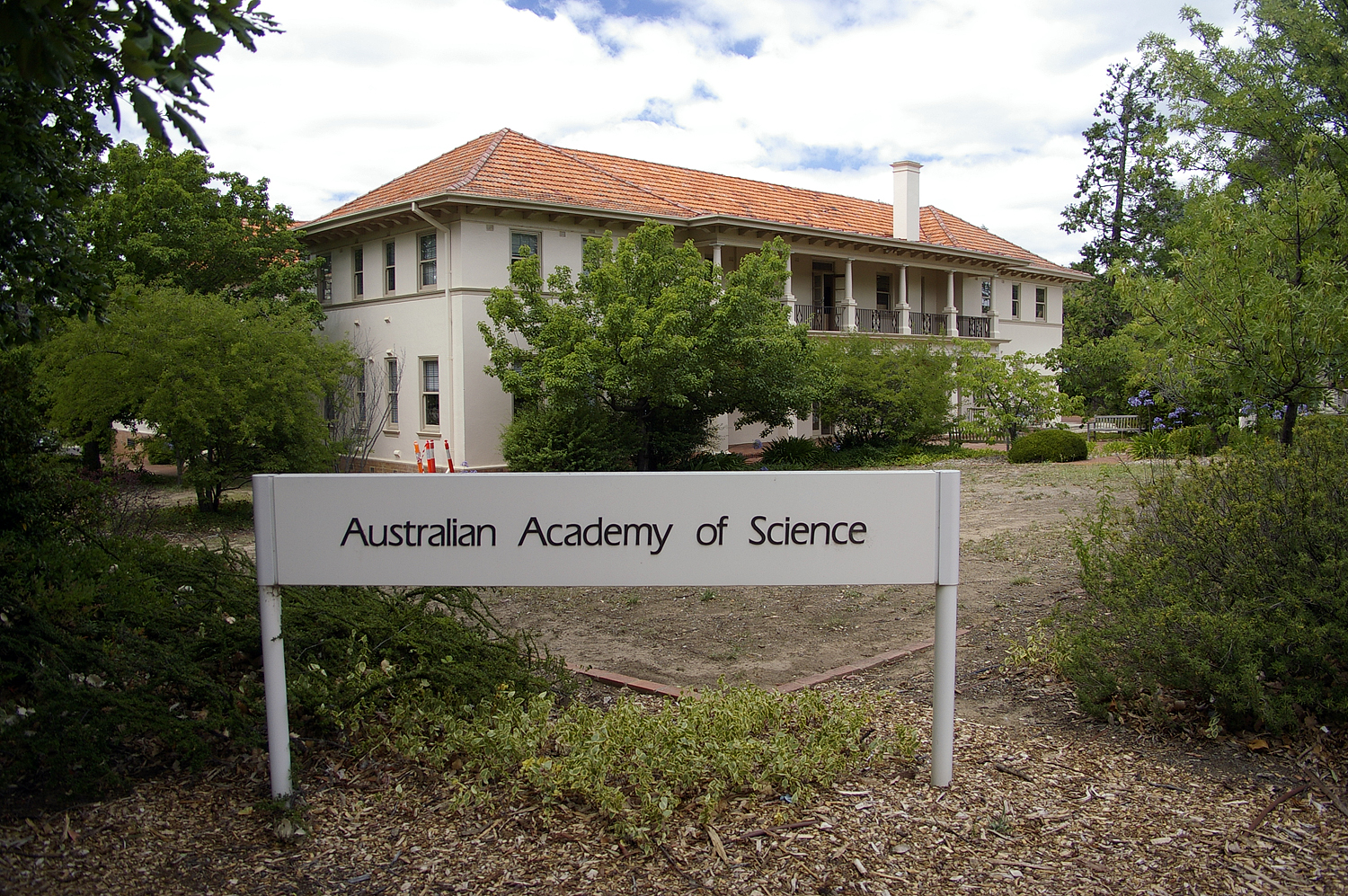
Дом Иэна Поттера

Австралийская академия наук (англ. Australian Academy of Science, AAS) была основана в 1954 году группой выдающихся австралийцев, включая австралийских представителей Лондонского Королевского Общества. Первым президентом Академии стал сэр Марк Олифант. Академия создана подобно Лондонскому королевскому обществу, её полномочия подтверждены королевской грамотой. Академия является независимой организацией и действует с одобрения правительства Австралии. Секретариат Академии находится в Канберре, в специально построенном здании «the Shine Dome», названном в честь Джона Шайна.
Целями Академии являются продвижение науки различными способами. Выделено четыре основных программных области:
- Признание выдающегося вклада в науку;
- Образование и общественное просвещение;
- Политика в области науки;
- Международные отношения.

## Происхождение
Предшественником Австралийской Академии наук был Австралийский национальный научный совет (The Australian National Research Council, ANRC), основанный в 1919 году с целью представления Австралии в Международном совете по науке. В 1954 году Совет прекратил существование и был заменён Австралийской академией наук.

## Членство
Членами Австралийской академии наук являются более 420 ведущих учёных Австралии. Для членства в Академии необходимо признание коллегами значительного вклада учёного в развитие своей области науки. Ежегодно может избираться до двадцати новых членов Академии.
Раз в три года могут быть дополнительно избраны не более двух членов Академии за выдающийся вклад в развитие науки в целом, а не за индивидуальные исследования. Небольшое количество выдающихся иностранных учёных, имеющих связь с австралийским научным сообществом, избраны Членами-корреспондентами Академии.
После имени члена Академии добавляется аббревиатура FAA (Fellow of the Australian Academy of Science).

### Основатели
На момент основания Австралийской академии наук в ней было 24 участника.
| Имя                         | Научная специализация                        |
| --------------------------- | -------------------------------------------- |
| Кейт Эдвард Бюллен          | Математика и геофизика                       |
| Фрэнк Макфарлейн Бёрнет     | Вирология и иммунология, Нобелевский лауреат |
| Дэвид Гютри Кэтчесайд       | Генетика                                     |
| Томас МакФарланд Черри      | Математика                                   |
| Иэн Клунис Росс             | Паразитология и научное администрирование    |
| Эдмунд Альфред Корниш       | Статистика                                   |
| Джон Кэрью Экклс            | Нейрофизиология, Нобелевский лауреат         |
| Эдвин Шербон Хиллс          | Геология                                     |
| Леонард Хаксли              | Физика                                       |
| Raymond James Wood Le Fèvre | Химия                                        |
| Макс Рудольф Лемберг        | Биохимия                                     |
| Хедли Марстон               | Биохимия                                     |
| Лесли Харольд Мартин        | Физика                                       |
| David Forbes Martyn         | Физика                                       |
| Дуглас Моусон               | Геология                                     |
| Александр Джон Николсон     | Энтомология                                  |
| Марк Олифант                | Физика                                       |
| Джозеф Лейд Пози            | Радиофизика и астрономия                     |
| Джеймс Артур Прескотт       | Сельскохозяйственные науки                   |
| Дэвид Риветт                | Химия                                        |
| Томас Джеральд Рам          | Математика                                   |
| Сидней Сандерленд           | Нейробиологя                                 |
| Оскар Вернер Тигс           | Зоология                                     |
| Ричард Вулли                | Астрономия                                   |

## Президенты
- сэр Марк Олифант (1954—1957)
- сэр Джон Кэрью Экклс (1957—1961)
- сэр Томас МакФарланд Черри[англ.] (1961—1964)
- сэр Фрэнк Макфарлейн Бёрнет (1965-69)
- доктор Дэвид Форбс Мартин[англ.] (1969—1970)
- профессор Дороти Хилл[англ.] (1970)
- сэр Рутерфорд Робертсон[англ.] (1970—1974)
- сэр Джефри Баджер (1974—1978)
- доктор Ллойд Эванс[англ.] (1978—1982)
- профессор Артур Бёрч (1982—1986)
- профессор Дэвид Кёртис[англ.] (1986—1990)
- профессор Дэвид П. Крэйг (1990—1994)
- сэр Густав Носсал (1994—1998)
- профессор Брайан Андерсон[англ.] (1998—2002)
- доктор Джим Пикок[англ.] (2002—2006)
- профессор Курт Ламбек[англ.] (2006—2010)
- профессор Сьюзан Кори (2010—2014)
- профессор Эндрю Брюс Холмс[англ.] (2014—2018)
- профессор Джон Шайн (2018—)

## Награды, учреждённые Академией
- Медаль Пози (англ. Pawsey Medal) — молодому физику;
- Медаль Готчока (англ. Gottschalk Medal) — молодому медику-исследователю;
- Медаль Феннера (англ. Fenner Medal) — молодому биологу;
- Медаль Лайла (англ. Thomas Ranken Lyle Medal).

## The Shine Dome

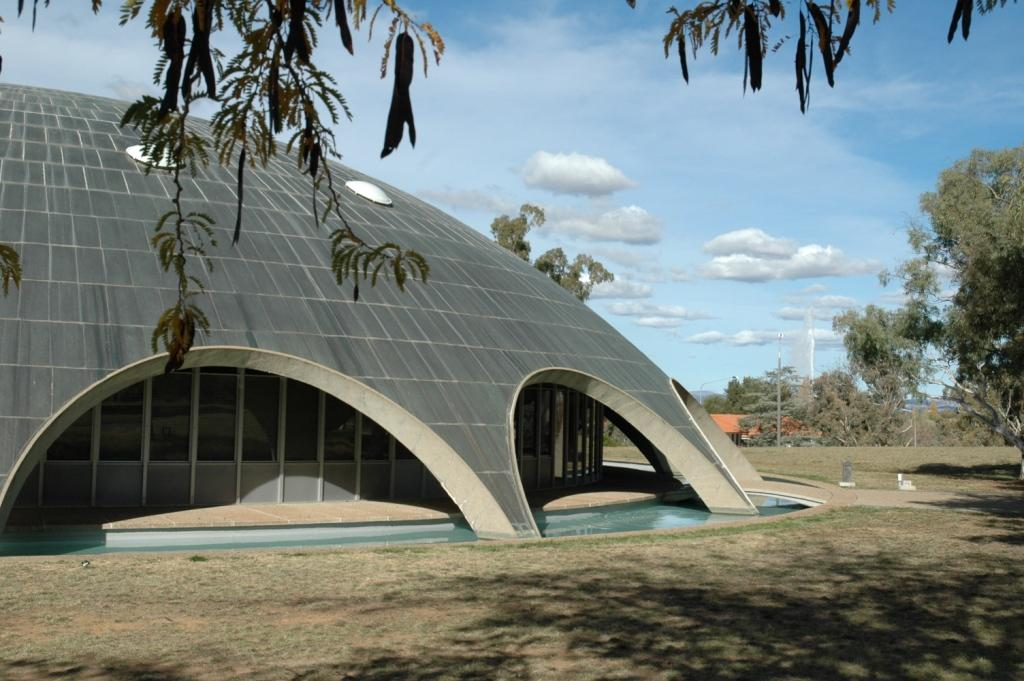
Вид на опоры купола

Резиденция Академии наук Австралии, здание The Shine Dome, первоначально известное как дом Беккера — широко известная достопримечательность Канберры. Здание имеет необычную конструкцию в виде сегмента пологого купола. Оно было спроектировано архитектором сэром Роем Граундсом. Купол имеет диаметр 45,74 метра и на момент завершения строительства в 1959 году был самым большим в Австралии.
1 декабря 1956 года в Аделаиде состоялась встреча комитета по строительству здания Академии. Были рассмотрены проекты шести архитекторов. Принятый проект представлял собой железобетонный купол весом в 710 тонн, стоящий на 16 тонких опорах. Здание окружено неглубоким декоративным прудом, в котором купол «стоит» своими опорами. Толщина бетона изменяется от 60 сантиметров у основания до 10 сантиметров у вершины. Купол — самонесущий, внутренние опоры отсутствуют, стоимость строительства составила 200 тысяч фунтов стерлингов. Закладка первого камня состоялась 2 мая 1958 года, её произвёл премьер-министр Австралии Роберт Мензис. В качестве «закладного камня» была использована часть опоры 48-дюймового Великого Мельбурнского телескопа, который был сконструирован в 1869 году, а с 1940-х годов находился в обсерватории Маунт-Стромло.
В 1962 году здание получило имя Беккер-Хаус, в честь члена Академии Джека Эллертона Беккера. В 2000 году оно было переименовано в честь члена Академии Джона Шайна, пожертвовавшего миллион долларов на ремонт купола.
Внутри здание разделено на три этажа. На среднем уровне — основной зал, театр и несколько других помещений для собраний; на верхнем уровне расположились театральная галерея и библиотека Адольфа Бассера. Подвальный уровень занят архивом документов по истории науки Австралии.

## Другие научные академии
Кроме Австралийской академии наук, в Австралии действуют ещё три научные академии:
- Австралийская гуманитарная академия[англ.] (Australian Academy of the Humanities)
- Австралийская академия социальных наук[англ.] (Academy of the Social Sciences in Australia)
- Австралийская академия технологических наук и машиностроения[англ.] (Australian Academy of Technological Sciences and Engineering)

Все четыре академии сотрудничают через Форум национальных академий, образованный в 1995 году.